# 하마다 요시오
하마다 요시오(일본어: 浜田 義雄, 1926년 11월 25일 ~ 2012년 3월 27일)는 일본의 전 프로 야구 선수이자 야구 지도자이다.

## 인물
도쿄도 시나가와구 출신으로 1948년에 세키구치 요시오(関口 義雄)라는 등록명으로 규에이 플라이어스에 입단했다. 이듬해인 1949년에 이름을 개명하여 그 해에 주전 선수로 활약했다. 1951년에는 올스타전에 출전했고 1955년 10월 5일 마이니치 오리온스전(고라쿠엔 구장)부터 이듬해 1956년 5월 20일 한큐 브레이브스전(고마자와 야구장)까지 196타석 연속 무삼진을 기록했는데 이는 당시의 일본 프로 야구 기록이었다.
1958년에 11년간의 현역 생활을 은퇴했고 이듬해 1959년부터 1969년까지 이와모토 요시유키, 미즈하라 시게루, 오시타 히로시, 마쓰키 겐지로 등을 거친 도에이 플라이어스 감독 밑에서 코치직을 맡았다.
2012년 3월 27일, 시즈오카현 가모군 히가시이즈정의 한 병원에서 뇌경색으로 사망했다(향년 85세).
손자는 성우인 하마다 요헤이이다.

## 상세 정보

### 출신 학교
- 에바라 중학교

### 선수 경력
사회인 시대
- 도쿄 급행 시나가와

프로팀 경력
- 규에이 플라이어스·도큐 플라이어스·도에이 플라이어스(1948년 ~ 1958년)

### 지도자 경력
- 도에이 플라이어스 코치(1959년 ~ 1969년)

### 개인 기록
- 통산 1000경기 출장 : 1957년 8월 18일 ※역대 42번째
- 올스타전 출장 : 1회(1951년)

### 등번호
- 21(1948년)
- 25(1949년)
- 4(1950년 ~ 1958년)
- 45(1959년 ~ 1960년)
- 62(1961년 ~ 1969년)

### 연도별 타격 성적
| 연 도       | 소 속       | 경 기 | 타 석 | 타 수 | 득 점 | 안 타 | 2 루 타 | 3 루 타 | 홈 런 | 루 타 | 타 점 | 도 루 | 도 루 자 | 희 생 번 | 희 생 플 | 볼 넷 | 고 4 | 사 구 | 삼 진 | 병 살 타 | 타 율 | 출 루 율 | 장 타 율 | O P S |
| ----------- | ----------- | ----- | ----- | ----- | ----- | ----- | ------- | ------- | ----- | ----- | ----- | ----- | -------- | -------- | -------- | ----- | ---- | ----- | ----- | -------- | ----- | -------- | -------- | ----- |
| 1948년      | 도큐 도에이 | 29    | 73    | 67    | 8     | 11    | 3       | 0       | 0     | 14    | 1     | 0     | 0        | 2        | --       | 4     | --   | 0     | 7     | --       | .164  | .211     | .209     | .420  |
| 1949년      | 도큐 도에이 | 104   | 326   | 295   | 30    | 84    | 15      | 3       | 1     | 108   | 18    | 4     | 4        | 9        | --       | 20    | --   | 2     | 16    | --       | .285  | .334     | .366     | .700  |
| 1950년      | 도큐 도에이 | 101   | 433   | 389   | 72    | 110   | 20      | 2       | 8     | 158   | 45    | 16    | 5        | 5        | --       | 37    | --   | 2     | 24    | 5        | .283  | .348     | .406     | .754  |
| 1951년      | 도큐 도에이 | 102   | 457   | 414   | 59    | 105   | 17      | 3       | 4     | 140   | 21    | 21    | 12       | 8        | --       | 31    | --   | 4     | 22    | 3        | .254  | .312     | .338     | .650  |
| 1952년      | 도큐 도에이 | 103   | 443   | 395   | 54    | 87    | 10      | 3       | 1     | 106   | 31    | 16    | 8        | 2        | --       | 45    | --   | 1     | 28    | 4        | .220  | .302     | .268     | .570  |
| 1953년      | 도큐 도에이 | 116   | 495   | 422   | 49    | 105   | 17      | 1       | 1     | 127   | 19    | 26    | 8        | 16       | --       | 55    | --   | 2     | 26    | 10       | .249  | .338     | .301     | .639  |
| 1954년      | 도큐 도에이 | 129   | 543   | 457   | 71    | 120   | 19      | 1       | 1     | 144   | 28    | 28    | 7        | 18       | 2        | 62    | --   | 4     | 29    | 7        | .263  | .356     | .315     | .671  |
| 1955년      | 도큐 도에이 | 119   | 491   | 443   | 45    | 105   | 15      | 2       | 2     | 130   | 25    | 13    | 13       | 16       | 0        | 30    | 0    | 2     | 22    | 4        | .237  | .288     | .293     | .582  |
| 1956년      | 도큐 도에이 | 137   | 566   | 521   | 56    | 114   | 17      | 3       | 2     | 143   | 21    | 15    | 9        | 8        | 0        | 34    | 1    | 3     | 15    | 11       | .219  | .271     | .274     | .545  |
| 1957년      | 도큐 도에이 | 80    | 246   | 225   | 20    | 50    | 6       | 0       | 0     | 56    | 8     | 3     | 3        | 0        | 0        | 18    | 0    | 3     | 10    | 3        | .222  | .289     | .249     | .538  |
| 1958년      | 도큐 도에이 | 7     | 8     | 7     | 2     | 1     | 0       | 0       | 0     | 1     | 0     | 0     | 0        | 0        | 0        | 1     | 0    | 0     | 2     | 0        | .143  | .250     | .143     | .393  |
| 통산 : 11년 | 통산 : 11년 | 1027  | 4081  | 3635  | 466   | 892   | 139     | 18      | 20    | 1127  | 217   | 142   | 69       | 84       | 2        | 337   | 1    | 23    | 201   | 47       | .245  | .313     | .310     | .623  |

- 굵은 글씨는 시즌 최고 성적.
- 도큐(도큐 플라이어스)는 1954년 도에이(도에이 플라이어스)로 구단명을 변경.